# Paranoid (sång)
Paranoid är en låt skriven av och framförd av medlemmarna i Black Sabbath. Låten kom också att namnge gruppens andra studioalbum Paranoid 1970. I augusti 1970, lite mer än en månad innan albumet gavs ut kom den ut på singel tillsammans med låten "The Wizard" från gruppens självbetitlade debutalbum. Den är noterbar som gruppens största singelhit och blev mycket populär i stora delar av Europa. I Nordamerika nådde den också viss framgång som singel, trots minimal exponering i radio. Med tiden har den blivit en av de kändaste låtarna i kategorin heavy metal/hårdrock och har kallats ikonisk.
Från början skulle albumet ha hetat War Pigs, efter låten "War Pigs" vilket skivbolaget Warner Bros. Records motsatte sig. När gruppen var nästan klara med inspelningarna behövdes en låt till och basisten Geezer Butler har berättat att de spelade in låten mest som utfyllnad; "-Tony [Iommi] kom på riffet. Jag skrev snabbt ner texten och Ozzy läste den medan han sjöng." Sedan fick också albumet heta så. Noteras kan också att låttiteln paranoid inte förekommer någonstans i låttexten som snarare beskriver depression. Butler har förklarat att det var ett sorts modeord bland ungdomar då han skrev den, och inte nödvändigtvis behövde syfta på riktig paranoia.
Låten medtogs i listan The 500 Greatest Songs of All Time i magasinet Rolling Stone. Den har också förekommit i många filmer, exempelvis Dazed and Confused, Almost Famous och Any Given Sunday.

## Listplaceringar
| Lista (1970-1971) | Position               |
| ----------------- | ---------------------- |
| Australien        | 18 (Go Set)            |
| Danmark           | 1 (DR "Top 10")        |
| Finland           | 29                     |
| Flandern          | 1                      |
| Frankrike         | 13                     |
| Irland            | 12                     |
| Kanada            | 54                     |
| Nederländerna     | 2                      |
| Norge             | 6 (VG-lista)           |
| Schweiz           | 2                      |
| Storbritannien    | 4                      |
| Sverige           | 12 (Kvällstoppen)      |
| Sverige           | 6 (Tio i topp)         |
| USA               | 61 (Billboard Hot 100) |
| Vallonien         | 2                      |
| Västtyskland      | 1                      |
| Österrike         | 3                      |